# Zvidzienas Kanālas
Zvidzienas Kanālas är en kanal i Lettland.   Den ligger i kommunen Madonas novads, i den östra delen av landet, 160 km öster om huvudstaden Riga.